# The Glorious Lady

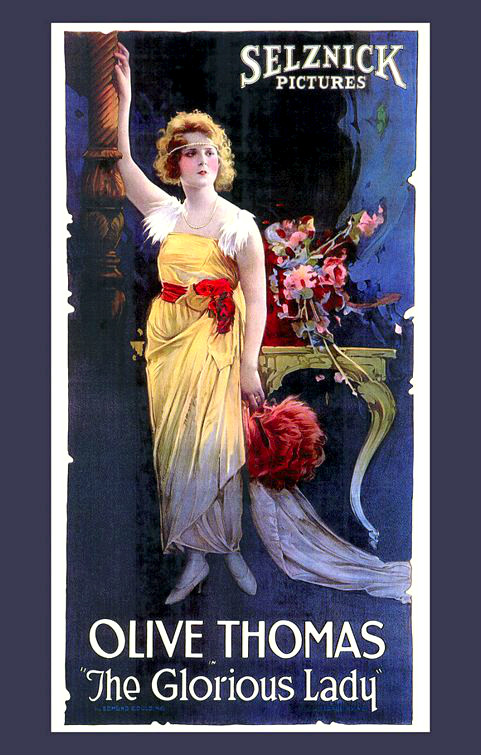
Affiche du film.

The Glorious Lady est un film américain réalisé par George Irving, sorti en 1919.

## Fiche technique
- Réalisation : George Irving
- Scénario : George M. Arthur, Edmund Goulding
- Producteur : Lewis J. Selznick
- Photographie : Lewis W. Physioc (en)
- Production : Selznick Pictures
- Durée : 5 bobines (53 minutes)[1]
- Date de sortie : 19 octobre 1919

## Distribution
- Olive Thomas : Ivis Benson
- Matt Moore : le Duc de Loame
- Evelyn Brent : Lady Eileen
- Robert Taber : Dr. Neuman :
- Huntley Gordon : Lord Chettington
- Marie Burke : Dowager Duchess
- Mrs. Henry Clive : Hilda Neuman
- Mona Kingsley : Babette